# Devi (Film)
Devi (Bengalisch: দেবী, Debī; übersetzt: Die Göttin) ist ein indischer Spielfilm von Satyajit Ray aus dem Jahr 1960. Er entstand nach der gleichnamigen Geschichte von Prabhat Kumar Mukherjee aus dem Jahr 1899.

## Handlung
Die Filmhandlung setzt ein während Durga Puja und der Versenkung einer Durga-Statue. Gleich danach muss Umaprasad seine junge Frau Doya, mit der er bereits seit ein paar Jahren verheiratet ist, bei seiner Familie auf dem Lande allein zurücklassen, da er aufs College nach Kolkata muss, um eine Prüfung abzulegen. Doya widmet sich ihrem fünfjährigen Neffen Khoka und ihrem Schwiegervater Kalikinkar.
Diesem erscheint eines Nachts im Traum die von ihm inbrünstig verehrte Göttin Kali und vermischt sich mit dem Bild von Doya. Getrieben von der Überzeugung, Doya sei eine Inkarnation von Kali, wirft er sich ihr zu Füßen und nennt sie fortan nur noch in Anspielung auf die Göttin "Mutter". Doya wird als Medium der morgend- und abendlichen Anbetung installiert; sie sitzt, wo vorher die Kali-Statue des Hauses stand. Während ihrer Weihe durch einen Priester wird Doya bewusstlos, was Kalinkar dahingehend deutet, sie sei in den Zustand des Samadhi (spiritueller Trance) entrückt. Ihre Schwägerin Harasundari glaubt der Inkarnationsgeschichte nicht, kann jedoch, da sie im Haushalt ihres Schwiegervaters ebenfalls eine untergeordnete Rolle einnimmt, nichts tun.
Ein armer Landarbeiter bringt seinen kranken Sohn, um den hilfreichen Segen (Darshan) von "der Mutter" zu erbeten. Immer mehr Leute aus der Nachbarschaft kommen hinzu. Währenddessen kommt Umaprasad heim und als sich sein Blick mit dem Doyas trifft, läuft ihr eine Träne über die Wange und sie schüttelt vorsichtig den Kopf. Umaprasad stellt seinen Vater zur Rede und ist von dessen abergläubischer Vorstellung befremdet. Inzwischen erlangt der kranke Junge seine Gesundheit zurück und Umaprasad hat seinem Vater wenig Argumente entgegenzusetzen, da dessen Logik sich ja scheinbar bewahrheitet hat. Heimlich beobachtet Umaprasad das abendliche Ritual.
Nachts begibt er sich zu Doya und befragt sie, ob sie selbst daran glaubt, eine Inkarnation Kalis zu sein. Er macht ihr den Vorschlag, gemeinsam nach Kolkata zu fliehen. Als sie gehen, kommen Doya Zweifel, ob sie nicht doch die Mutter Kali ist, da sie ja das Kind geheilt habe, und sie kehrt um.
Tausende strömen mittlerweile zu Kalinkars Haus, um Doya anzubeten und ihren und den priesterlichen Segen (durch Verabreichung von Charanamrita) zu bekommen. Umaprasad holt sich Rat und ist gewillt, um seine Frau und seine Ehe zu kämpfen. Als plötzlich Khoka krank wird, bringen ihr Schwager Taraprasad, dessen Frau Harasundari und Kalinkar ihn über Nacht zu Doya. Der Junge stirbt.
Am nächsten Tag kommt Umaprasad zurück und rechnet mit seinem Vater ab. Er bezichtigt ihn, Khoka mit seinem Aberglauben getötet zu haben. Als er auf Doya trifft, ist sie dem Wahnsinn verfallen.

## Hintergrund
Devi wurde am 19. Februar 1960 veröffentlicht.
Der Film ist eine Studie über religiöse Obsession und konzentriert sich auf die Vorstellung des alten Landbesitzers Kalikinkar, seine Schwiegertochter sei eine Inkarnation der Göttin Kali. Allein in der Abfolge der Geschehnisse zeigt Satyajit Ray die Absurdität dieser Vorstellung auf. Das hinduismuskritische Werk ist Rays Argument gegen die zerstörerische Natur des religiösen Fanatismus und des Aberglaubens, verbildlicht durch Doya, die Stück für Stück ihren Realitätssinn und ihre Individualität verliert. Der Film ist ein enthüllender Einblick in die religiösen Leidenschaften des indischen Subkontinents.

## Auszeichnung
- National Film Award 1961 als Bester Film